# Корейская архитектура
Корейская архитектура — совокупность всех строений и сооружений, построенных на территории Корейского полуострова, начиная с древнейших времён и до наших дней.
Здания обычно строятся на каменном основании и увенчиваются изогнутой крышей с черепицей, держащиеся на кронштейнах и поддерживающиеся колоннами. Стены сделаны из земли (наносно-глинистые стены), а иногда полностью состоят из подвижных деревянных дверей. Расстояние между двумя столбами — около 3,7 м, здания спроектированы так, чтобы всегда было пространство между «внутренней» и «наружной» частями дома.
Консольная, или скобочная структура — специфический архитектурный элемент, оформлявшаяся различными способами на протяжении долгого времени. Если простые кронштейны уже использовалась в период существования государства Когурё (37-668 годы), то во дворцах Пхеньяна, например, использовалась изогнутая версия (кронштейны размещались только на капителях колонн здания), которая была разработана в период династии Корё (918-1392 годы). Ярким примером можно назвать зал Амита храма Пхусок в Андонъе. Позднее, начиная с середины династии Корё и ещё до начала династии Чосон, под влиянием монгольской династии Юань (1279-1368 годы), была разработана сложная консольная система, в которой кронштейны также были размещены на поперечных горизонтальных балках. Намдэмун в Сеуле — национальное достояние Кореи, является, возможно, самым известным примером строений с такой структурой.
В середине Чосонской эпохи появились кронштейны в форме крыльев (один из примеров — зал Ённёнджон, «зал вечного покоя», Чонмё в Сеуле), которые хорошо подходили для слабой экономики полуострова в условиях постоянных вторжений. Только в таких важных зданиях как дворцы, а иногда и храмы, например, Тхонъдоса, по-прежнему использовали многокластерные скобы. Корейское конфуцианство также привело к более умеренным и простым решениям в архитектуре.

## История архитектуры

### Первобытное время
Первые обитатели Корейского полуострова, жившие в доисторической Корее, использовали в качестве жилья пещеры, каменные заслоны от ветра и переносные ночлежки. Находки переносных ночлежек датируются 30 000 лет до н. э., обнаруженные на участке Сокчанъ-ри в провинции Чхунчхон-Намдо. Более ранние примеры архитектуры ямных домов относятся к керамической эпохи Чыльмун.
Также существовали бревенчатые дома, промежутки между брёвнами замазывали глиной, чтобы не было сквозняка. Подобного рода дома до сих пор существуют в горных районах провинции Канвондо в Южной Корее.
В керамическую эпоху Мумун здания были жилыми ямами со стенами-мазанками или кровельными крышами. Фальшпол впервые появился на Корейском полуострове в середине эпохи Мумун (850—550 годы до н. э.).
Дольмены использовались как погребальные сооружения для знатных людей керамической эпохи Мумун (1500—300 годы до н. э.). Они были обнаружены в большом количестве и, вместе с каменными гробницами, являются главными примерами погребальной архитектуры эпохи Мумун. Существует три типа мегалитов: 1) южный тип (низкие, зачастую это просто плита для поддержания камней), 2) северный тип (большие мегалиты, напоминают столбы), 3) верхний тип (облицовочный, без поддержки камней). Распространение дольменов могло бы подразумевать некое отношение к мегалитическим культурам по всему миру.
- Модель
- Дольмен в Кочханъе — Всемирное наследие ЮНЕСКО.

### Период Ранних корейских государств (примерно 1-2 столетие до н. э. — 3-4 столетия н. э.)
Археологическое свидетельство наличия онодоля — напольной системы обогрева дома, было найдено в сохранившихся архитектурных объектах, датируемых начальным периодом Ранних корейских государств.
По данным китайских текстов Сань-го чжи, существовало три типа корейского жилища в этот период: землянка, бревенчатый дом, или сруб и надземные дома. Однако идентифицировать удаётся только остатки землянок. Землянки состояли из ямы, глубиной 20-150 см и пролётного строения из травы и глины, поддерживаемое треугольной деревянной структурой, защищающей от ветра и дождя. Землянки в неолите имели круглую или овальную яму около 5-6 м в диаметре с очагом в центре. Большинство ранних землянок размещались на холмах. После того, как эти жилища стали строиться рядом с реками, ямы приобрели прямоугольную форму, а также стали крупными и с двумя раздельными очагами. В 108 году до н. э., после падения королевства Кочосон, было установлено китайское правление. Правительственные здания этого периода были построены из дерева, кирпича и кровли с черепицей, имеющая особенности китайского строения. Китайская архитектура повлияла на корейскую.

### Эпоха трёх корейских государств (примерно 3-4 столетие — 668 год)

#### Общая архитектура
В эпоху трёх корейских государств некоторые люди жили в землянках, в то время как другие жили в домах с фальшполом. Например, в поселении Хансонъ-пэкче района Сонъдонъ-ри в провинции Кёнгидо были только землянки, а в поселении Силла района Сиджи-донъ в Великом Тэгу все дома были с фальшполом.
- Посуда в форме домика из Каи.
- Посуда в форме домика из Каи.

#### Архитектура крепостей
Когурё — самое крупное из трёх корейских государств, известно своими горными крепостями, которые строились на наклонной поверхности. Одна из хорошо сохранившихся крепостей государства Когурё — крепость Пэгам (백암, 白巖) — была построена ещё до VI столетия на территории нынешней юго-западной Маньчжурии. Один китайский историк подметил, что люди государства Когурё любят строить великолепные дворцы. Узорчатая черепица и декоративные скобочные системы были использованы во многих дворцах Пхеньяна, а также в других городах-крепостях, которые находились на территории современной Маньчжурии.
- Развалины горной крепости Хвандо - главного укрепления государства Когурё, в Цзиане, Китай. Всемирное наследие ЮНЕСКО, датируемое примерно пятым столетием.
- Развалины горной крепости Хвандо.
- Развалины горной крепости Хвандо.
- Останки главной утрамбованной земляной крепости раннего государства Пэкче, датируемой около 3-4 столетием. Находятся в Сеуле в Южной Корее.

#### Религиозная архитектура
Строительство буддистских храмов было воспринято с энтузиазмом после распространения буддизма в 372 году из Северного Китая. Серия раскопок, проведённых в 1936-1938 годах, позволила обнаружить места с несколькими крупными храмами около Пхеньяна, а также в районах Чхонгам-ри, Воно-ри и Санго-ри. Раскопки дали понять, что храмы были построены в стиле Когурё, известном как «Три зала — одна пагода», зал был на восточной, западной и северной сторонах пагоды, а на южной находились входные ворота. В большинстве случаев пагоды имели восьмиугольную планировку. Дворцовые здания, по-видимому, были устроены таким же образом.
Государство Пэкче было основано в 18 году до н. э. и его территории включали западное побережье Корейского полуострова. После падения королевства Нанънанъ, государство Пэкче установило дружеские отношения с Китаем и Японией. Великие храмы были построены в это время. Наиболее ранняя каменная пагода из храма Мирыкса в Иксане вызывает особый интерес, потому что она показывает особенности перехода от деревянных пагод к каменным. Государство Пэкче усвоило разные влияния на архитектуру: пагоды особо подчёркивали своё происхождение от китайских образцов. Позднее, важные элементы архитектурного стиля Пэкче были переняты Японией.
Пэкче находился под сильным влиянием Когурё и Южного Китая. Как только границы государства расширились на юг, столица из Вире была перенесена в Унджин (ныне Конджу) в 475 году, а в 538 году в Саби (ныне Пуё). В этот период искусство достигло своего расцвета и превзошла искусство Когурё. Также одной из особенностей архитектуры Пэкче является использование криволинейных конструкций. Хотя ни одно из зданий Пэкче не сохранилось, в настоящее время обнаруживаются остатки недеревянных строений всех трёх ранних корейских государств, в том числе и Пэкче. Сделать какие-либо выводы о архитектуре Пэкче можно благодаря детальному рассмотрению храма Хорю-дзи из Японии, который помогали строить архитекторы и мастера из государства Пэкче. Архитектура Пэкче в Японии достигла расцвета благодаря проникновению буддизма в 384 году. На участках, где во времена трёх ранних корейских государств находились здания, обнаруживают узорчатые плитки и прочие остатки, а также каменные пагоды, пережившие плохие времена, свидетельствующие о высокоразвитой культуре Пэкче.
Участок храма Мирыкса, наиболее крупный в Пэкче, был обнаружен в 1980 году в Иксане провинции Чолла-Пукто. Раскопки, проводившиеся на этом участке, позволили обнаружить много фактов об архитектуре Пэкче, раннее неизвестных миру. Каменная пагода в храме Мирыкса является одной из двух существующих пагод архитектуры Пэкче. Храм Мирыкса имел необычное строение трёх пагод, которые были установлены в прямую линию, идущей с востока на запад. Каждая пагода имела зал на северной стороне. Каждая пагода и зал, по-видимому, были окружены крытыми коридорами, которые создавали впечатление трёх отдельных храмов в стиле «Один зал — одна пагода». Пагода, обнаруженная в центре храма, была сделана из дерева, а все прочие из камня. Участки большого главного зала и центральных ворот были обнаружены к северу и к югу от деревянной пагоды.
Когда в 1982 году на участке храма Чхонънимса проводились раскопки, где также находился участок пагоды архитектуры Пэкче, один за другим были обнаружены к северу от неё остатки главного и лекционного залов, расположенных на главной оси. Остатки центральных ворот, главных ворот и водоёма, находящиеся на главной оси один за другим, были также обнаружены к югу от той самой пагоды. Выяснилось, что храм был окружён коридорами от центральных ворот к лекционному залу. Стиль «Одна пагода» был типичен для архитектуры Пэкче. Это подтверждают результаты раскопок, проведённых в 1964 году на территории района Кунсу-ри и храма Кумганъса в Пуё. Однако, участки зданий храма Кумганъса, расположенных на главной оси, идут, скорее, с востока на запад, чем с юга на север.
Государство Силла было последним из трёх королевств. В нём было построено много буддистских храмов. Один из самых известных примеров архитектуры Силла — это Чхомсондэ, считающийся первой каменной обсерваторией в Азии. Чхомсондэ был построен во время правления королевы Seondeok (632—646). Это строение известно своими уникальными и элегантными формами.
Силла попало под буддистское влияние в 527 году. Поскольку Силла не граничило с Китаем, то влияние китайской культуры на храмы было минимальным.
Хваннёнса — один из ранних храмов государства Силла, о важной роли которого стало известно после проведения раскопок и исследований в 1976 году. Он стоял на площади, окружённой прямоугольной стеной 288 метров в длину. Площадь местности, ограниченной коридорами, составла 19 040 м². В «Самгук саги» («Воспоминание о трёх королевствах») написано, что на этом месте стояла девятиярусная деревянная пагода высотой в 80 м, построенная в 645 году. В главном зале хранится большое изображение Будды Шакьямуни на каменном пьедестале. Построенный в середине VI века, храм Хваннёнса процветал более 680 лет, в течение которых его залы подвергались многократным перестройкам. Незадолго до объединения полуострова под властью Силла в 668 году, храм был выполнен в стиле «Три зала — одна пагода», что резко отличает его от храма Мирукса времён Пэкче, который построен в стиле «один зал — одна пагода».
Другим главным храмом государства Силла был Пунхванса, ныне имеющий три яруса, хотя в летописях говорится, что он был девятиярусным. Судя по руинам, на был построен из отёсанных каменных блоков. Среди прочих каменных артефактов сохранились камни колонны-флагштока пагоды.
- Пагода храма Пунхванса.
- Место раскопок храма Пунхванса.
- Пагода храма Чхонъним — одна из самых древних пагод Кореи, сохранившихся до наших дней. Принадлежит периоду Пэкче и находится в Пуё в Южной Корее.
- Макет-реконструкция храма Мирыкса из Иксана в Южной Корее. Храм VII столетия.
- Реконструкция великой пагоды в храме Хваннёнса.
- Макет-реконструкция храма Хваннёнса. Храм 6 столетия.
- Невыразительные очертания конька и остроконечного здания, возможно, храма или уединённого жилища, изображённом на переднем плане кирпича, который был обнаружен в храме Пэкче.

#### Дворцовая архитектура
Многие дворцы, согласно летописям, были построенные в Пэкче. Следы дворцовой архитектура обнаружены в Пхусосансоне (третий дворец) и на месте водоёма Кхуннамджи, который упоминается в «Самгук саги». «Кхуннамджи» означает «водоём на юге дворца».
- Чхомсондэ — королевская обсерватория.
- Пхосокчон (Павильон каменного морского ушка) раньше был главным королевским садом.

#### Погребальная архитектура
Погребальная архитектура периода трёх королевств обычно монументальна. Например, в период Когурё существовало два типа погребальной архитектуры: первый тип — это ступенчатые каменные пирамиды, второй — огромные земляные насыпи.
Захоронения-насыпи «Чхонмачхон» — пример монументального стиля погребальной архитектуры в древней столицы Силла — Кёнджу. Росписи на могилах, датируемые периодом Когурё, рассказывают об архитектуре того периода: в изображениях присутствуют, которые имели колонны с энтазисом. Многие имели венцы наверху. Захоронения показывают, что деревянные кронштейны и окраска на деревянных крепах — все особенности поздних корейский строений, уже использовались в то время.
Корея также имеет богатое архитектурное наследие из гробниц и городских стен. Кирпичная могила короля Мурёна (501—523) примечательна своим сводчатым потолком и арочной конструкцией.
- Могилы периода Когурё, V век, Цзиань, Китай.
- Королевский погребальный комплекс государства Пэкче, Пуё, Южная Корея.
- Большая гробница Хваннам. В ней захоронены король и королева государства Силла.
- Королевская гробница Пихва Кая.

### Архитектура периода Объединённого Силла
Буддийские храмы того времени характеризовались тем, что перед центральным залом, симметрично друг от друга, находились две пагоды на оси север-юг вместе с другими зданиями. Храм Пульгукса, построенный на каменной платформе у подножия горы Тохам рядом с Кёнджу — самый старый из существующих храмов в Корее. Храм был основан в начале VI века и был полностью перестроен и расширен в 752 году. Первоначальная платформа и фундамент находятся в нетронутом состоянии и в наше время, но существующие деревянные здания были перестроены во времена династии Чосон.